# Frans Adriaan de Graaff
Dr. Frans Adriaan de Graaff (Haarlem, 18 oktober 1905 - Utrecht, 23 juli 1962) was particulier secretaris van Bernhard der Nederlanden.

## Biografie
De Graaff was lid van de Nederland's Patriciaatsfamilie De Graaff en een zoon van advocaat mr. Jan Joost de Graaff (1873-1935) en Anna Ernesta Hermine Wüppermann (1882-1937). De zus van zijn vader, Anna Margaretha de Graaff (1875-1943), was in 1913 getrouwd met mr. Henricus Cato van Kleffens (1861-1942), de vader van minister Eelco van Kleffens (1894-1983) waardoor minister van Kleffens en De Graaff in de praktijk als neven kunnen worden beschouwd.
De Graaff promoveerde in 1930 te Rotterdam tot doctor in de handelswetenschappen op het proefschrift Verhouding van regeering en parlement. In 1932 trouwde hij met Johanna Hendrina van Publiekhuijsen met wie hij een zoon kreeg. In 1946 compileerde hij een "kroniek van oorlog en bezetting". Hij werkte daarna bij Heineken, werd vervolgens directeur van de brouwerij Van Vollenhoven en tot slot secretaris van het college van curatoren van de Nederlandse Economische Hogeschool waaraan hij ook gepromoveerd was.
Vanaf 1 november 1950 was hij particulier secretaris van prins Bernhard als opvolger van mr. Jan Thomassen (1908-1951). In 1951 publiceerde hij een reisverslag van het bezoek van Bernhard aan Zuid-Amerika. Op 12 april 1962 kreeg De Graaff een auto-ongeluk bij de Tarzanbocht (Utrecht), dat aanvankelijk niet ernstig leek. Even later moest hij worden opgenomen in het ziekenhuis en in mei werd hij in zijn functie tijdelijk vervangen door mr. Henri Fock (1926-1993) toen bleek dat de gevolgen ervan toch ernstiger waren en waaraan hij enkele maanden later ook zou overlijden. De Graaff bleef officieel secretaris van Bernhard tot zijn overlijden.
De Graaff werd op 1 november 1960 benoemd tot commandeur in de Huisorde van Oranje.